# 1939 w filmie
Wydarzenia filmowe w 1939 roku.

## Wydarzenia
- 15 sierpnia – premiera filmu Czarnoksiężnik z Oz w Los Angeles.
- 15 grudnia – premiera filmu Przeminęło z wiatrem w Atlancie.

## Premiery

### Filmy polskie
- 31 stycznia – Kłamstwo Krystyny
- 28 lutego – Bezdomni
- 17 marca – Trzy serca – reż. Michał Waszyński
- 18 marca – Biały Murzyn
- 25 marca – O czym się nie mówi
- 5 kwietnia – Włóczęgi – reż. Michał Waszyński
- 9 kwietnia – Doktór Murek – reż. Juliusz Gardan
- 9 maja – U kresu drogi – reż. Michał Waszyński
- 27 maja – Geniusz sceny
- październik (?) – Bogurodzica

#### Filmy przygotowywane do eksploatacji na jesień 1939, dopuszczone do premiery za okupacji niemieckiej
Zobacz 1940 w filmie, 1941 w filmie, 1942 w filmie.

#### Filmy bez premiery i nieukończone
- Hania
- Inżynier Szeruda
- Nad Niemnem
- Przybyli do wsi żołnierze
- Przygody pana Piorunkiewicza
- Serce batiara
- Szatan z siódmej klasy
- Szczęście przychodzi, kiedy chce
- Uwaga szpieg

#### Filmy planowane
- Byłam brzydką dziewczyną
- Dewajtis
- Iwonka
- Kwiaciarka
- Między ustami a brzegiem pucharu
- Młodzieńcze loty
- Moja mama - to ja
- Niepotrzebne serce
- Sprawa Joanny Dornowej
- Szalona Janka
- Święty Andrzej Bobola
- Zazdrość i medycyna
- Życie na opak

### Filmy zagraniczne
- Czarnoksiężnik z Oz (Wizard of Oz) – reż. King Vidor, Richard Thorpe i Victor Fleming (Judy Garland)
- Dyliżans (Stagecoach) – reż. John Ford (John Wayne)
- Przeminęło z wiatrem – reż. Victor Fleming (Clark Gable, Vivien Leigh, Leslie Howard)
- Miesiąc miodowy w Paryżu – reż. Frank Tuttle (Bing Crosby, Franciska Gaal, Akim Tamiroff, Shirley Ross, Edward Everett Horton)
- East Side of Heaven – reż. David Butler (Bing Crosby, Joan Blondell, Mischa Auer)
- Łowca talentów – reż. Roy Del Ruth (Bing Crosby, Louise Campbell, Walter Damrosch, Linda Ware, Ned Sparks, Laura Hope Crews, Janet Waldo)

## Nagrody filmowe
- Oskary
  - Najlepszy film – Przeminęło z wiatrem
  - Najlepszy aktor – Robert Donat (Żegnaj Chips)
  - Najlepsza aktorka – Vivien Leigh (Przeminęło z wiatrem)
  - Wszystkie kategorie: Oskary w roku 1939

## Urodzili się
- 1 stycznia – Michèle Mercier, francuska aktorka
- 7 lutego – Ewa Krzyżewska, polska aktorka (zm. 2003)
- 7 kwietnia – Francis Ford Coppola, amerykański reżyser i producent
- 13 maja – Harvey Keitel, amerykański aktor
- 22 maja – Paul Winfield, amerykański aktor (zm. 2004)
- 25 maja – Ian McKellen, brytyjski aktor
- 17 czerwca – Krzysztof Zanussi, polski reżyser
- 2 lipca – Iga Cembrzyńska, polska aktorka
- 18 lipca – Bogdan Juszczyk, polski aktor (zm. 1989)
- 30 lipca – Peter Bogdanovich, amerykański reżyser (zm. 2022)
- 2 sierpnia – Wes Craven, amerykański reżyser (zm. 2015)
- 5 sierpnia – Bob Clark, amerykański reżyser, aktor (zm. 2007)
- 23 sierpnia – Edward Linde-Lubaszenko, polski aktor
- 25 sierpnia – John Badham, brytyjski reżyser
- 29 sierpnia – Joel Schumacher, amerykański reżyser (zm. 2020)
- 30 sierpnia – Elizabeth Ashley, aktorka
- 18 września – Frankie Avalon, aktor, piosenkarz
- 23 września – Janusz Gajos, polski aktor
- 28 września – Kurt Luedtke, amerykański dziennikarz i scenarzysta filmowy (zm. 2020)
- 8 października – Paul Hogan, australijski aktor i scenarzysta
- 24 października – F. Murray Abraham, amerykański aktor
- 27 października – John Cleese, angielski aktor
- 5 listopada – Jan Nowicki, polski aktor (zm. 2022)
- 30 listopada – Adam Greenberg, izraelski i amerykański operator filmowy

## Zmarli
- 14 lutego – Clare Greet, angielska aktorka filmowa i teatralna (ur. 1870)
- 26 września – Marian Palewicz, polski aktor (ur. 1881)
- 28 października – Alice Brady (ur. 1892), amerykańska aktorka
- 12 grudnia – Douglas Fairbanks (ur. 1883), aktor amerykański